# XDarwin

XDarwin é um servidor de ecrã

XDarwin era um porte do X Window System (X11) para rodar no Mac OS X e sistema operacional Darwin. É permitido o uso de programas escritos para o X11 nesses sistemas operacionais.
XDarwin foi portado pelo projeto XonX, um projeto criado por ramo de desenvolvedores XFree86. Está integrado no montante do código fonte dos servidores XFree86 e Xorg, onde é atualmente mantida.
Originalmente, XDarwin necessário um gerenciador de janelas X para rodar. Para essa tarefa, um gerenciador de janelas chamado OroborOSX foi criado, este foi baseado em Oroborus, outro gerenciador de janelas X, mas modificado para parecer com o gerenciador de janelas nativo do Mac OS. Versões mais recentes do XDarwin também pode ser executado no modo rootless, que é a de dizer que ele se integra com o gerenciador de janelas nativo em vez de exigir um programa especificamente para X.
Antes da introdução da Apple X11.app, XDarwin era o único servidor X11 disponível para OS X. De acordo com o projeto XonX, X11.app si contém o código do XDarwin. Programas como o OpenOffice.org usa XDarwin para executar no ambiente de janelas X11, ou em um modo rootless ou em tela cheia. Uma versão do programa foi criado para Mac OS X v10.3 ou superior que rode na interface nativa do Aqua. 